# Berl Locker
Pour les articles homonymes, voir Locker.
Berl Locker (ברל לוקר), né le 27 avril 1887 en Galicie et mort le 1er février 1972 en Israël, est un homme politique israélien, et l'un des leaders du Poale Zion. 

## Biographie
Berl Locker adhère en 1905 au parti Poale Zion. Il devient par la suite membre du Conseil du travailleur sioniste, puis dirige à Londres le bureau du mouvement sioniste. Il dirige également l'Agence juive et est élu député de la Knesset. 
Berl Locker meurt le 1er février 1972.